# Liang Sicheng
Liang Sicheng (en chinois : 梁思成) est un architecte et intellectuel chinois né le 20 avril 1901 à Tokyo et mort le 9 janvier 1972 à Pékin.

## Biographie
Reconnu pour être le « père de l'architecture chinoise moderne », il est le fils de Liang Qichao, l'un des intellectuels chinois les plus éminents du début du XXe siècle. Son épouse est l'architecte et poète Lin Huiyin. Son frère cadet, Liang Siyong (en), est l'un des premiers archéologues chinois.
Liang est l'auteur de la première histoire moderne de l'architecture chinoise. Il fut le fondateur du département d'architecture de l'université du Nord-Est en 1928 et de l'université Tsinghua en 1946. Il est le représentant chinois du groupe qui conçoit le siège des Nations unies à New York. Avec son épouse, Lin Huiyin, Mo Zongjiang et Ji Yutang, il découvre et analyse les première et deuxième structures en bois les plus anciennes conservées en Chine, situées dans les temples de Nanchan et Foguang du mont Wutai. Il propose aussi, sans succès, une planification urbaine de Pékin préservant son centre historique.
L'université de Princeton, qui lui a décerné un doctorat honorifique en 1947, le loue comme « un architecte créatif qui a également enseigné l'histoire de l'architecture, été un pionnier de la recherche et de l'exploration historiques dans l'architecture et la planification, [ainsi que] dans la restauration et la préservation des précieux monuments de son pays ».